# 699년

## 연호
- 무주(武周) 성력(聖曆) 2년
- 발해(渤海) 천통(天統) 2년

## 기년
- 무주(武周) 측천황제(則天皇帝) 10년
- 신라(新羅) 효소왕(孝昭王) 8년
- 발해(渤海) 고왕(高王) 2년

## 탄생
시인 - 왕유 탄생